# Seznam jugoslovanskih generalov
Seznam jugoslovanskih generalov.

## A
Kosta J. Adamocić - Milivoje Dj. Alimpić - Jovan K. Antić - Petar V. Aračić - Leopold Bogomil Armič - Blagoje Adžić

## B
Milan Basta - Vladimir Belić - Ljubivoje Blagojević - Mihajlo D. Bodi - Peter P. knez Bojović - Dušan Bozić - Živorad Bozić - Ilija Brašić

## C
Vladimir J. Cukavac

## D
Miodrag M. Damjanović - Aleksandar R. Dimitrijević - Kosta Djordević - Milo Djukanović - Djura Dokić - Petar Drapsin - Pantelija Draskić - 

## G
Đorđe S. Glišić - Ivan Gošnjak - Đorđe Grujić -

## H
Dragutin Hanel - Nikola Lj. Hristić - 

## I
Bogoljub S. Ilić - Dušan Isaković - Nikola Ištvanović? - Đuro Izer - 

## J
Miloško Jaković - Milojko B. Janković - Radivoje V. Janković - Milan I. Ječmenić - Vaclav Jelinek - Borivoje P. Josimović - Arsa Jovanović - Božidar Jovanović - Čedomir Jovanović - Pentelija Ž. Jurišić - 

## K
Danilo Kalafatović - Ignjat Kirh - Đuro Klaic - Vjekoslav Klisanić - Petar V. Kosić - Josif Kostić - Vladislav Kostić - Dušan Krstić - Vladimir Krstić - Jovo Kukavičić - Vojislav Kuzmanović - Dragan Kuzmić - Vjenceslav Krmelj -

## L
Danilo Lekić - Dimitrije Ljotić - Petar Ljubicić - Đorđe S. Lukić - Jakša Lukić - Mihajlo Lukić - 

## M
Bogdan D. Maglić - Milorad P. Majstorović - Žarko P. Majstorović - Branko Mamula - August Marić - Ljubomir M. Marić - Gavrilo Marinković - Marko Mihajlović - Svetolik Miladinović - Dobrosav Milenković - Milutin Milenković - Lavoslav Milić - Todor K. Milićević - Dragoslav Miljković - Dragoslav V. Milosavijević - Borivoje Mirković - Dragomir Mirković - Kosta Musicki - Mujo Mujkić -

## N
Kosta Nadj - Jovan Naumović - Petar J. Nedeljković - Milan Dj. Nedić - Milutin Nedić - Milutin P. Nikolić - 

## O
Miroslav D. Opacić - Miloš Ozegovic - 

## P
Dragiša Pandurović - Mitija Parać - Živojin Pavlović - Milorad Pejrović - Petar Pešić - Vasilije V. Petković - Milorad Petrović - Vojislav M. Petrović - Miloje Popadić - Đorđe Popović - Koca Popović - Dimitrije T. Predić - Ivan Prpić - Franc Pirc

## R
Milan M. Radenković - Stevan Radovanović - Milorad Radović - Ratko Raketić - Velimir T. Ranosović - Borislav M. Ristić - Ivan Rukavina - 

## S
Svetislav Savić - Dušan T. Simović - Krsta Smiljanić - Borivoje Srecković - Mihailo A. Stajić - Živko M. Stanisaviljević - Čedomir Stanojlović - Dragoslav Stefanović - Ljubomir Stefanović - M. Stefanović - Aleksandar Stojanović - Dušan Stojanović - Antonije Stosić - 

## Š
Čedomir M. Škekić - Džemil Šarac

## T
Vladimir Talić - Kvintiljan Tartalja - Uroš M. Tesanović - Lazar S. Tonić - Dušan Trifunović - Ivan Trpić - 

## V
Milenko Varjacić - 

## Z
Milan Zelenika - Dragutin Zivanović - Ilija Zugić - 

## Ž
Dimitrije P. Živković - 